# Mehdi Mahdavikia
 Mehdi Mahdavikia  és un exfutbolista iranià. Va començar com a futbolista al Bank Melli. Posteriorment fa d'entrenador de futbol.